# Маја Јокановић
Маја Јокановић (Београд, 1953) је знаменита српска виолинисткиња и музички педагог. Од 1980. године, после наступа на Музичкој академији „Јан Сибелијус“ у Хелсинкију, се истакла као солиста на међународној сцени, а од 1990. и као професор Факултета музичке уметности у Београду.

## Биографија
Рођена у породици музичара, Маја Јокановић је дипломирала и завршила магистарске студије на конзерваторијуму „П. И. Чајковски“ у Москви, у класи Семјона Снитковског на катедри Давида Ојстраха. Мајсторку класу завршава на Музичкој академији Киђијана у Сијени код професора Франка Гулија. Од 1983. до 1985. године живела је у Италији као члан Камерног оркестра Падове и Венета. Тада је формирала и дуо са чембалисткињом Лином Романо, са којом је и снимила плочу за ПГП-РТБ. Од 1989. до 2002. године је била професор-гост на Академији у Новари, где је водила катедру за виолину, а до 2005. године води и мајсторске курсеве, нпр. у Милану. 1990. године постаје професор виолине на Факултету музичке уметности у Београду, где 2012. године добија Велику плакету са повељом за заслуге.
Поред бројних солистичких концерата и учешћа на фестивалима, Маја Јокановић је наступала и као солиста са Београдском филхармонијом, Симфонијским оркестром РТБ (касније РТС), Загребачком филхармонијом, Камерним оркестром „Душан Сковран“ итд. На наступима и снимцима из 1980-их година Маја Јокановић свира на виолини Гранчино из 1687. године.

## Дискографија
Непотпун списак, углавном према Дискогсу, албуми:
- Сонате за виолину и чембало (са Лином Романо, ПГП-РТБ, 1987)
- Франк, Шимановски (са Бруном Канином, Југотон, 1989)